# Клайнпашлебен

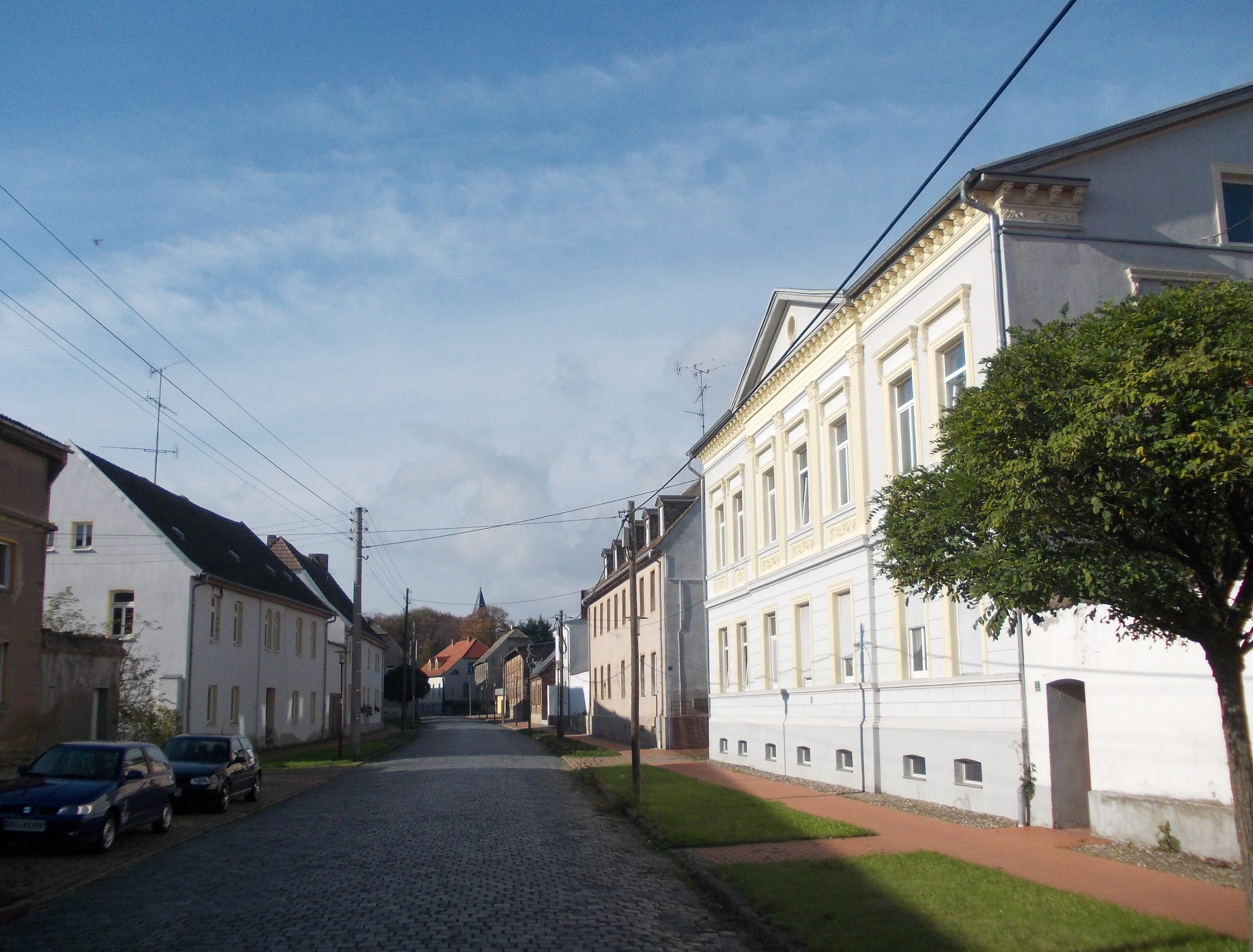
Деревенская улица

Клайнпашлебен (нем. Kleinpaschleben) — деревня в Германии, в земле Саксония-Анхальт. Входит в состав общины Остернинбургер-Ланд района Анхальт-Биттерфельд.
Население составляет 949 человек (на 31 декабря 2006 года). Занимает площадь 13,98 км².
Впервые упоминается в 1179 году.
До 31 декабря 2009 года Клайнпашлебен имела статус общины (коммуны). 1 января 2010 года вместе с рядом населённых пунктов вошла в состав новой общины Остернинбургер-Ланд.

## Достопримечательности
Церковь 1781 года постройки.